# Salisbury (Schiff, 1919)
 HMS Salisbury (I52) entstand als Zerstörer USS Claxton (DD-140) der Wickes-Klasse, der 1919 in Dienst der United States Navy kam. Während des Spanischen Bürgerkriegs gehörte der Zerstörer von Oktober 1937 bis November 1938 zur Squadron 40-M der US Navy, die den Krieg und die Entwicklung der europäischen Beziehungen beobachtete. Im Herbst 1940 wurde die Claxton im Rahmen des Zerstörer-für-Stützpunkte-Abkommens an die Royal Navy abgegeben. Das in Salisbury umbenannte Schiff wurde im September 1942 an die Royal Canadian Navy weitergegeben, die den alten Zerstörer schon im Dezember 1943 außer Dienst stellte und zum Abbruch verkaufte.

## Geschichte des Schiffes

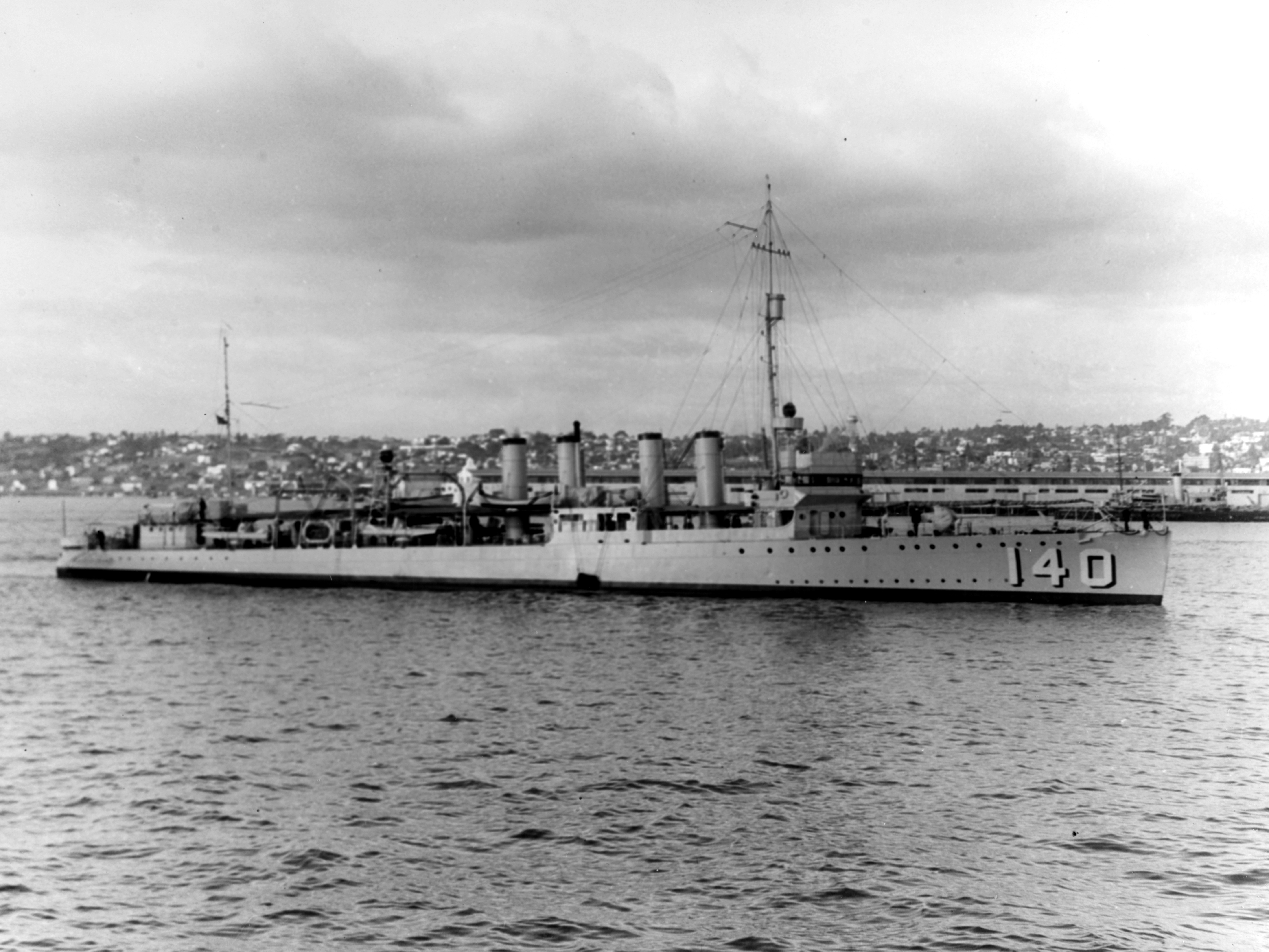
Die Claxton 1932

Der Zerstörer Claxton entstand auf dem Mare Island Naval Shipyard, der ersten, 1854 gegründeten staatlichen Marinewerft an der amerikanischen Westküste an der Bucht von San Francisco. Der erste Zerstörer dieser Werft, die Shaw, entstand 1916/17, dann folgte die Caldwell der gleichnamigen Klasse 1916/17, dann mit DD 93/94 und DD 136 bis 141 acht der Wickes-Klasse, denen noch sechs Zerstörer der Clemson-Klasse (DD 336 bis 341) folgten. Die Claxton wurde als „Destroyer No. 140“ als neunter Zerstörer der Werft am 25. April 1918 auf Kiel gelegt, lief am 14. Januar 1919 vom Stapel und wurde nach dem 1813 in der Schlacht auf dem Eriesee gefallenen Kadetten Thomas Claxton benannt. Der Zerstörer wurde am 13. September 1919 von der US Navy in Dienst genommen und an der amerikanischen Westküste bis zum 18. Juni 1922 genutzt.
Aus der Reserve in San Diego wurde der Zerstörer am 22. Januar 1930 wieder aktiviert und diente erst an der US-Westküste und später in New Orleans der Ausbildung von Reservisten. Im September 1933 kam der Zerstörer zu der in der Panamakanalzone stationierten „Special Service Squadron“ der US Navy, deren Einheiten vorrangig zur Durchsetzung amerikanischer Interessen gegenüber Staaten in der Karibik und in Mittelamerika eingesetzt wurden. Der erste Einsatz der Claxton erfolgte vor Kuba. Bis zum Oktober 1935 folgten weitere Einsätze vor Kuba, unterbrochen von Liegezeiten in der Reserve in Charleston (South Carolina). Nach der Teilnahme an Flottenmanövern Ende 1935 wurde der Zerstörer der Marineakademie zugeteilt, für die der Zerstörer 1936 and 1937 drei längere Ausbildungsfahrten durchführte.

### Beobachtung des Spanischen Bürgerkriegs

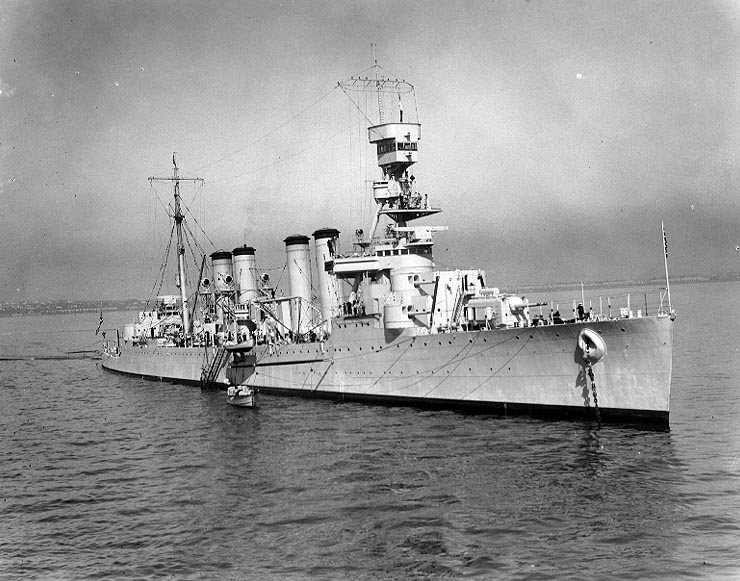
Die Raleigh, das erste Flaggschiff der „Squadron 40-T“

Im Oktober 1937 wurde der Zerstörer der „Squadron 40-T“ zugeteilt. Die Einheit „40-T(emporary)“ war im September 1936 unter dem Kommando von Konteradmiral Arthur P. Fairfield für den Einsatz in spanischen Gewässern gebildet worden, um amerikanische Interessen und Bürger während des Spanischen Bürgerkriegs zu schützen. Erste Einheiten dieses Verbandes waren der Kreuzer Raleigh, die Zerstörer Kane und Hatfield sowie der US-Coast-Guard-Cutter Cayuga. Diese Einheiten hatten im Jahr zuvor mehrere hundert amerikanische Staatsbürger und Bürger anderer Staaten aus den Kriegsgebieten in Spanien gerettet. Nach ersten Einsätzen an der baskischen Küste und vor Galicien verlegten die amerikanischen Einheiten ins Mittelmeer. Die Squadron 40 T(emporary) versah ab dem späten Frühjahr 1937 ihre Aufgaben vom französischen Villefranche, lief aber auch andere französische und sogar italienische Häfen an.
Am 26. Oktober 1937 verlegte die Claxton mit der Manley von Boston nach Europa. Kane und Hatfield wurden von Claxton und Manley am 9. November 1937 (in Algier?) abgelöst und traten die Rückreise in die Staaten an. Die Zerstörer und das Flaggschiff Raleigh operierten nicht nur aus Villefrance, sie besuchten auch andere Häfen in Frankreich und Französisch-Nordafrika, sondern auch italienische Häfen und sammelten Informationen. Die Omaha löste ihr Schwesterschiff Raleigh als Flaggschiff des Verbandes erst am 28. April 1938 in Villefranche ab und die Raleigh begann zwei Tage später ihre Rückreise nach Hampton Roads. Die Omaha nahm nach nur zwei Tagen Pause ihre Tätigkeit im neuen Stationsgebiet auf und lief zuerst Gibraltar an. Der Kreuzer besuchte danach verschiedene französische Häfen am Mittelmeer. Die Manley verließ Gibraltar am 29. Oktober 1938 in Richtung USA und traf am 11. November 1938 in Norfolk ein. Die Claxton blieb noch bis zum November 1938 in Europa. Die ablösenden Zerstörer Jacob Jones und Badger verließen Norfolk am 26. Oktober 1938 und erreichten Gibraltar am 6. November. Die Jacob Jones lief dann weiter nach Villefranche, wo der Zerstörer am 17. November eintraf. Die Badger besuchte noch Neapel, bevor auch sie zusammen mit der Jacob Jones die französische Basis der US-Navy-Einheiten anlief.

#### Die Zerstörer der Squadron 40-T
| DD  | Name        | Dienstzeiten                                                                                          | Squadron 40-T                        | Endschicksal                                                 |
| --- | ----------- | --- | ------------------------------------ | ------------------------------------------------------------ |
| 235 | Kane        | 11. Juni 1920 – 31. Dezember 1930 1. April 1936 – 28. April 1938 23. September 1939 – 24. Januar 1946 | 17. August 1936 – 22. November 1937  | ab Juni 1946 Abbruch                                         |
| 231 | Hatfield    | 16. April 1920 – 13. Januar 1931 1. April 1932 28. April 1938 25. September 1939 – 13. Dezember 1946  | 27. April 1936 – 21. Dezember 1937   | Abbruch                                                      |
| 74  | Manley      | 15. Oktober 1917 – 14. Juni 1922 1. Mai 1930 – 5. Dezember 1945                                       | 26. Oktober 1937 – 11. November 1938 | November 1946 Abbruch                                        |
| 140 | Claxton     | 30. September 1919 – 18. Juni 1922 22. Januar 1930 – Dezember 1943                                    | Oktober 1937 – 28. November 1938     | 24. Juni 1944 zum Abbruch verkauft                           |
| 126 | Badger      | 29. Mai 1919 – 27. Mai 1922 1. Oktober 1930 20. Juli 1945                                             | 26. Oktober 1938 – 14. Oktober 1939  | 1947 Abbruch                                                 |
| 130 | Jacob Jones | 20. Oktober 1919 – 24. Juni 1922 1. Mai 1930 – 28. Februar 1942                                       | 26. Oktober 1938 – 14. Oktober 1939  | Am 28. Februar 1942 vor der US-Ostküste durch U 578 versenkt |
| 157 | Dickerson   | 3. September 1919 – 25. Juni 1922 1. Mai 1930 – 4. April 1945                                         | Sommer 1939 – 25. Juli 1940          | Am 4. April nahe den Kerama-Inseln selbst versenkt           |
| 160 | Herbert     | 21. November 1919 – 27. Juni 1922 1. Mai 1930 – 27. Oktober 1945                                      | 2. Oktober 1939 – Juli 1940          | Mai 1946 verschrottet                                        |

### GeleitzerstörerSalisbury
Im Januar 1939 nahm die zurückgekehrte Claxton ihren Dienst bei der Marineakademie wieder auf. Durch den Kriegsausbruch in Europa übernahm der Zerstörer im September Aufgaben bei der sogenannten Neutralitätspatrouille in der Floridastraße. Im Januar und Februar 1940 folgte Dienst vor der Küste Neuenglands. Anschließend führte das Schiff bis zum Herbst Ausbildungsfahrteb an der Ostküste durch. Am 21. November 1940 lief der Zerstörer Halifax (Nova Scotia) an, um der Royal Navy als Teil des Zerstörer-für-Stützpunkte-Abkommens übergeben zu werden. Am 5. Dezember erfolgte die Übergabe des Zerstörers, der als Salisbury in Dienst gestellt wurde.
Um für den Einsatz in der Navy geeignet zu sein, musste am Zerstörer noch eine Vielzahl von Änderungen durchgeführt werden. Dazu verlegte der Zerstörer noch vor dem Jahreswechsel über den Atlantik nach Belfast. Am 9. Januar 1941 traf der neu übernommene Zerstörer in Plymouth ein, wo bis zum März die Anpassung des Zerstörers für den Einsatz auf dem Royal Dockyard Devonport erfolgte. Der Einsatz des übernommenen Zerstörers sollte auf dem Nordatlantik erfolgen. Erste Einsätze des Zerstörer fanden jedoch auf der Strecke nach Gibraltar statt. Die erste Einsatzfahrt begleitete den ausgehenden Geleitzug ON 56 vom 18. bis zum 21. März 1941, dann verlegte der Zerstörer am letzten Tag zur Sicherung des Konvois SL 67. Nach Einsätzen in vier weiteren Konvois wurde der Zerstörer nach Kanada verlegt, um von dort auslaufende bzw. dorthin kommende Konvois zu begleiten. Der erste Einsatz aus Halifax erfolgte Mitte Mai 1941 für sechs Tage in HX 124. Bis zum Oktober 1941 war der Zerstörer dann zeitweise in 19 weiteren Konvois, oft auch in beiden Richtungen, im Einsatz. Um die Einsatzfähigkeit des alten Zerstörers zu erhalten, schien jedoch eine Überholung und ein weiterer Umbau notwendig, so dass der Zerstörer Ende Oktober 1941 die Marinewerft in Rosyth aufsuchte. Neben notwendigen Reparaturen und Grundwartungen erfolgten weitere Umbauten und Anpassungen des ehemals amerikanischen Schiffes an britische Einrichtungen sowie eine erneute Umbewaffnung. Die beiden seitlich erhöht aufgestellten 10,2-cm-Geschütze und die beiden US-amerikanischen Drillings-Torpedorohrsätze wurden ausgebaut. Neu erhielt der Geleitzerstörer nun vier 2-cm-Oerlikon-Kanonen sowie einen neuen britischen Drillings-Torpedorohrsatz, der jetzt mittig aufgestellt wurde und nach beiden Seiten eingesetzt werden konnte.
Im März 1942 waren die Umbauten und Reparaturen abgeschlossen und die ersten Einsätze erfolgten in den „South West Approaches“ zu den britischen Inseln. Der erste Einsatz zur Sicherung eines Geleits erfolgte ab dem 15. April im Truppengeleit WS 18, das 21 Transporter umfasste und Verstärkungen um Afrika herum nach Ägypten, Indien, Malaysia transportieren sollte. Zum Konvoi gehörten der Tender Hecla, fünf Materialtransporter und 15 Truppentransporter mit über 35.000 Mann, darunter auch drei niederländische Transporter. Die ursprüngliche Sicherung des Konvois umfasste neben der Salisbury deren Schwesterschiffe Georgetown und Lancaster, die Zerstörer Boadicea und Volunteer sowie die Hunt-Zerstörer Badsworth und Lauderdale. Auf freier See kam der sog. „Ocean escort“ zum Verband mit der Kreuzern Frobisher und Gambia, dem niederländischen Zerstörer Van Galen sowie dem Hunt-Geleitzerstörer Tetcott. Die Salisbury kehrte nach der Erfüllung ihrer Aufgaben nicht um, sondern schloss sich der Sicherung des amerikanischen Flugzeugträgers Wasp an, der nach einem Transporteinsatz mit Jagdflugzeugen für Malta (Operation Calendar) wieder nach Großbritannien zurück lief. Als Sicherung dieses Trägers, der erneut Jagdflugzeuge für Malta transportierte, verließ die Salisbury am 3. Mai 1942 wieder das Vereinigte Königreich. Zur Sicherung des Trägers liefen auch noch das Schwesterschiff Georgetown, der Schlachtkreuzer Renown, die britischen Zerstörer Echo und Intrepid sowie die amerikanischen Zerstörer Lang und Sterett in diesem Verband nach Gibraltar. Dort wurde der Verband noch durch den britischen Träger Eagle, den Flugabwehrkreuzer Charybdis und die Zerstörer Vidette, Westcott, Wishart, Wrestler, Antelope, Ithuriel und Partridge verstärkt. Am 9. Mai starten 47 bzw. 17 Spitfire-Jäger von den Trägern. Drei Maschinen gingen verloren, der Rest erreicht jedoch Malta. Diese Verstärkung bedeutet nach den Erfolgen im April den Wendepunkt für die deutschen Luftoffensive gegen Malta. Von nun an erlitten die angreifenden deutsch-italienischen Bomberverbände schwere Verluste. Während des Unternehmens verließ der schnelle Minenleger Welshman am 8. Mai Gibraltar und erreichte am 10. Mai Malta mit wichtigem Nachschub. Nach dem Löschen der Ladung stach die Welshman sofort wieder in See und erreichte am 12. wieder Gibraltar. Die Einheiten für die Trägereinsätze kehrten ab dem 16. Mai 1942 zurück nach Scapa Flow.
In den folgenden Monaten kam die Salisbury vorrangig zur Sicherung militärischer Konvois (WS-Konvois) im Bereich der „North Western Approaches“ zum Einsatz. Neben Konvois wurden auch Einzelschiffe gesichert, so ab dem 17. Juni 1942 die Queen Elizabeth beim Auslaufen. Bei der Sicherung des größten Handelsschiffes der Welt kamen auf der ersten Strecke durch die Zwangswege auch die Schwesterschiffe Leamington und St Albans, der Flak-Kreuzer Delhi sowie die Zerstörer Boadicea und Keppel zum Einsatz, bis der Ozean-Liner im offenen Atlantik seine Fahrt allein mit hoher Geschwindigkeit in Richtung Amerika fortsetzen konnte.

#### Dienst in der Royal Canadian Navy

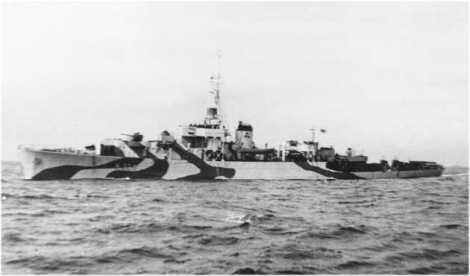
Fregatte Prince Rupert (K324)

Im August 1942 entschied die britische Admiralität, den Zerstörer leihweise der Royal Canadian Navy für den Einsatz bei der „Western Atlantic Local Escort Force“ (WLEF) in Halifax zu überlassen. Für den künftigen Einsatz wurde das Schiff nochmals überholt und mit einem Hedgehog-Werfer ausgerüstet. Im September 1942 nahm der Zerstörer in St. John’s, Neufundland, seinen Dienst auf. Das Schiff blieb dort, unterbrochen durch zwei Werftliegezeiten in den USA, bis zum November 1943 im Einsatz, wurde im Dezember in Halifax außer Dienst gestellt und durch die neue, an der kanadischen Westküste gebaute Fregatte Prince Rupert ersetzt. Da die US Navy an einer Übernahme des alten Zerstörers nicht mehr interessiert war, wurde er im Oktober 1944 zum Abbruch verkauft, der ab April 1945 in Baltimore erfolgte.

## Erneute Namensverwendungen

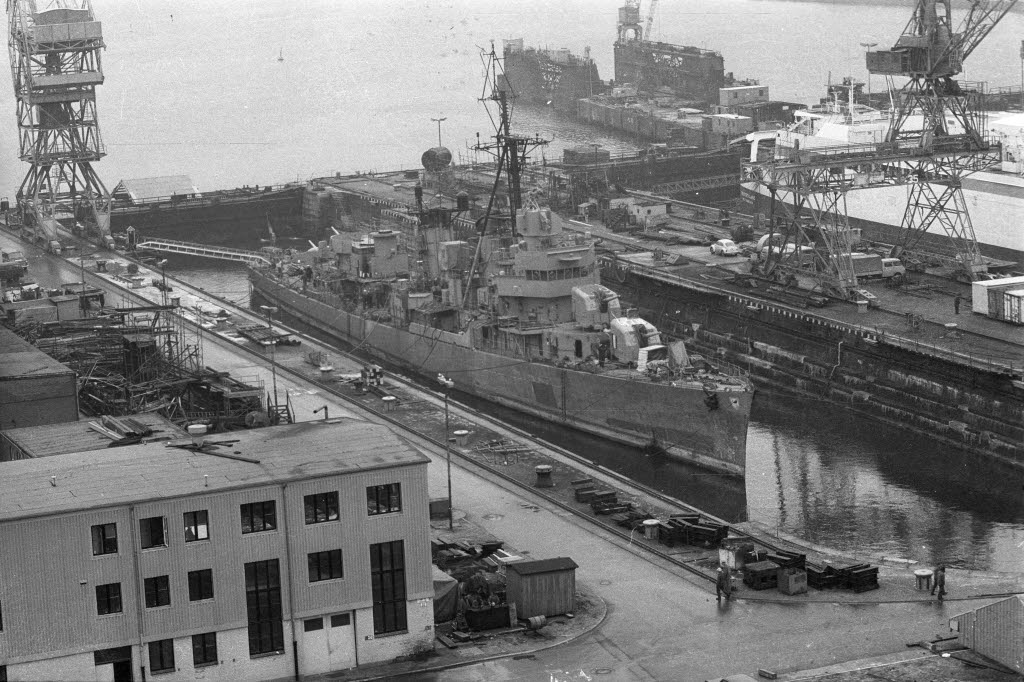
Zerstörer Z 4 (ex Claxton)

Die US Navy verfügte seit dem 8. Dezember 1942 wieder über eine Claxton (DD 571). Das zweite Schiff der US Navy mit diesem Namen war am 9. September 1940 als Zerstörer der Fletcher-Klasse bei der Consolidated Steel Corporation in Orange (Texas) bestellt worden. Nach dem Baubeginn am 25. Juni 1941 war der neue Zerstörer am 1. April 1942 vom Stapel gelaufen und getauft worden. Am 8. Dezember 1942 wurde der Zerstörer von der US Navy in Dienst gestellt. Der im April 1946 aus dem aktiven Dienst entlassene Zerstörer wurde am 15. Dezember 1959 der deutschen Bundesmarine übergeben und als Z 4 (D-178) eingesetzt. Am 26. Februar 1981 wurde er in Griechenland von der Bundesmarine außer Dienst gestellt und zugleich von der griechischen Marine als Materialersatzteilträger übernommen. Im Juni 1992 wurde das Schiff dann in Eleusis abgebrochen.

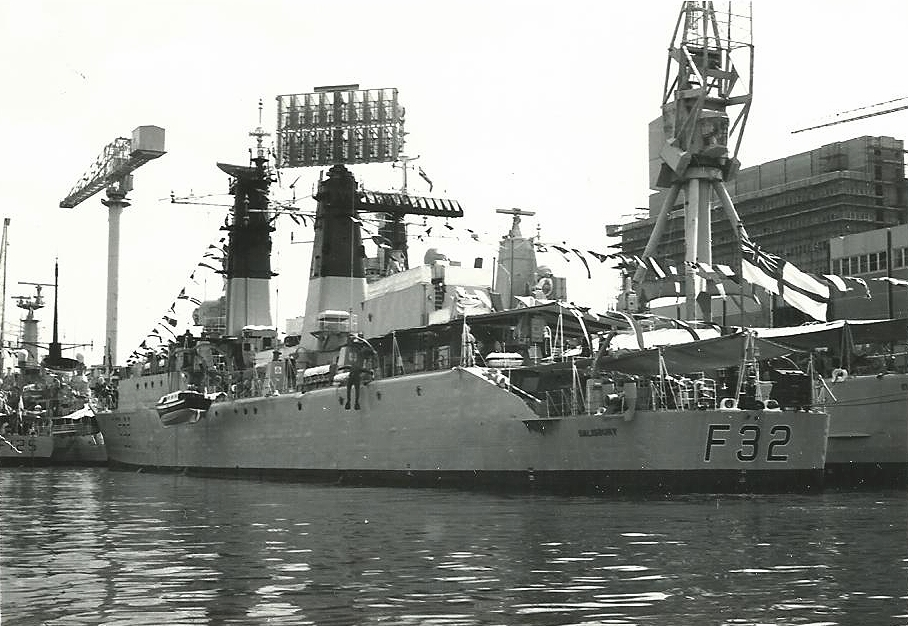
Die Salisbury (F32)

Ab dem Februar 1957 verfügte die Royal Navy wieder über eine Salisbury. Dieses Schiff vom Type 61 war am 23. Januar 1952 auf dem Devonport Dockyard begonnen worden; Stapellauf und Taufe folgten am 25. Juni 1953. Die Fregatte war an der Beira Patrol – dem wenig erfolgreichen Versuch, Rhodesien von der Ölversorgung abzuschneiden – und am letzten der sogenannten Kabeljaukriege mit Island beteiligt. Bei letzterem kam es zu Kollisionen mit isländischen Patrouillenbooten. Ein 1978 erwogener Verkauf des Schiffes an Ägypten kam letztlich nicht zustande. Zeitweise als stationäres Schulschiff eingesetzt, wurde die Salisbury schließlich am 30. September 1985 als Zielschiff versenkt.